# Chase Briscoe
Statistiques en NASCAR Cup Series
Dernière mise à jour : 30 novembre 2023 
Chase Briscoe, est un pilote automobile américain de NASCAR né le 15 décembre 1994 à Mitchell dans l'Indiana.
Il a remporté le championnat 2016 en ARCA Racing Series.

## Carrière
Depuis la saison 2021, il participe en programme complet en NASCAR Cup Series au volant de la voiture no 14 de marque Ford Mustang au sein de l'écurie Stewart-Haas Racing. 
En programme partiel, il participe à certaines courses de la NASCAR Xfinity Series, pilotant la Ford Mustang no 8 de la SS-Green Light Racing.
Il est également propriétaire de l'écurie Chase Briscoe Racing participant aux courses de World of Outlaws Sprint Car Series (en).

## Palmarès

### NASCAR Cup Series
Au 30 novembre 2023, il a participé à 101 courses en 3 saisons.
- Voiture en 2024 : no 14
- Écurie : Stewart-Haas Racing
- Résultat saison 2023 : 30e[2]
- Meilleur classement en fin de saison : 9e en 2022
- 1re course : Daytona 500 2021 (Daytona)
- Dernière course : NASCAR Cup Series Championship Race de 2023 (à Phoenix)
- Première victoire : Ruoff Mortgage 500 de 2022 (à Phoenix)
- Dernière victoire : Idem
- Victoire(s) : 1
- Top5 : 10
- Top10 : 21
- Pole position : 1

| Légende  | Légende |
| -------- | --- |
| Gras     | Pole position décernée en fonction du temps réalisé en qualification.                                                                     |
| Italique | Pole position décernée av fonciton des points au classement ou des temps aux essais.                                                      |
| *        | Plus grand nombre de tours menés. |
| 01       | Aucun point de championnat car inéligible pour le titre lors de cette saison (le pilote concourt pour le titre dans une autre catégorie). |
| DNQ      | Ne s'est pas qualifié. |
| Résultats en NASCAR Cup Series | Résultats en NASCAR Cup Series | Résultats en NASCAR Cup Series | Résultats en NASCAR Cup Series | Résultats en NASCAR Cup Series | Résultats en NASCAR Cup Series | Résultats en NASCAR Cup Series | Résultats en NASCAR Cup Series | Résultats en NASCAR Cup Series | Résultats en NASCAR Cup Series | Résultats en NASCAR Cup Series | Résultats en NASCAR Cup Series | Résultats en NASCAR Cup Series | Résultats en NASCAR Cup Series | Résultats en NASCAR Cup Series | Résultats en NASCAR Cup Series | Résultats en NASCAR Cup Series | Résultats en NASCAR Cup Series | Résultats en NASCAR Cup Series | Résultats en NASCAR Cup Series | Résultats en NASCAR Cup Series | Résultats en NASCAR Cup Series | Résultats en NASCAR Cup Series | Résultats en NASCAR Cup Series | Résultats en NASCAR Cup Series | Résultats en NASCAR Cup Series | Résultats en NASCAR Cup Series | Résultats en NASCAR Cup Series | Résultats en NASCAR Cup Series | Résultats en NASCAR Cup Series | Résultats en NASCAR Cup Series | Résultats en NASCAR Cup Series | Résultats en NASCAR Cup Series | Résultats en NASCAR Cup Series | Résultats en NASCAR Cup Series | Résultats en NASCAR Cup Series | Résultats en NASCAR Cup Series | Résultats en NASCAR Cup Series | Résultats en NASCAR Cup Series | Résultats en NASCAR Cup Series | Résultats en NASCAR Cup Series | Résultats en NASCAR Cup Series |
| ------------------------------ | ------------------------------ | ------------------------------ | ------------------------------ | ------------------------------ | ------------------------------ | ------------------------------ | ------------------------------ | ------------------------------ | ------------------------------ | ------------------------------ | ------------------------------ | ------------------------------ | ------------------------------ | ------------------------------ | ------------------------------ | ------------------------------ | ------------------------------ | ------------------------------ | ------------------------------ | ------------------------------ | ------------------------------ | ------------------------------ | ------------------------------ | ------------------------------ | ------------------------------ | ------------------------------ | ------------------------------ | ------------------------------ | ------------------------------ | ------------------------------ | ------------------------------ | ------------------------------ | ------------------------------ | ------------------------------ | ------------------------------ | ------------------------------ | ------------------------------ | ------------------------------ | ------------------------------ | ------------------------------ | ------------------------------ |
| Année                          | Équipe                         | No.                            | Constructeur                   | 1                              | 2                              | 3                              | 4                              | 5                              | 6                              | 7                              | 8                              | 9                              | 10                             | 11                             | 12                             | 13                             | 14                             | 15                             | 16                             | 17                             | 18                             | 19                             | 20                             | 21                             | 22                             | 23                             | 24                             | 25                             | 26                             | 27                             | 28                             | 29                             | 30                             | 31                             | 32                             | 33                             | 34                             | 35                             | 36                             | Clas.                          | Pts                            |
| 2021[3]                        | Stewart-Haas Racing            | 14                             | Ford                           | DAY 19                         | DRC 32                         | HOM 18                         | LVS 21                         | PHO 22                         | ATL 23                         | BRD 20                         | MAR 27                         | RCH 22                         | TAL 11                         | KAN 20                         | DAR 11                         | DOV 35                         | COA 6                          | CLT 23                         | SON 17                         | NSH 31                         | POC 24                         | POC 21                         | ROA 6                          | ATL 15                         | NHA 27                         | GLN 9                          | IRC 26                         | MCH 11                         | DAY 21                         | DAR 19                         | RCH 16                         | BRI 13                         | LVS 14                         | TAL 14                         | ROV 22                         | TEX 15                         | KAN 19                         | MAR 22                         | PHO 34                         | 23e                            | 655                            |
| 2022[4]                        | Stewart-Haas Racing            | 14                             | Ford                           | DAY 3                          | CAL 16                         | LVS 35                         | PHO 1                          | ATL 15                         | COA 30                         | RCH 11                         | MAR 9                          | BRD 22                         | TAL 37                         | DOV 13                         | DAR 20                         | KAN 24                         | CLT 4                          | GTW 24                         | SON 13                         | NSH 34                         | ROA 14                         | ATL 16                         | NHA 15                         | POC 15                         | IRC 23                         | MCH 20                         | RCH 23                         | GLN 25                         | DAY 31                         | DAR 27                         | KAN 13                         | BRI 14                         | TEX 5                          | TAL 10                         | ROV 9                          | LVS 4                          | HOM 36                         | MAR 9                          | PHO 4                          | 9e                             | 2292                           |
| 2023                           | Stewart-Haas Racing            | 14                             | Ford                           | DAY 35                         | CAL 20                         | LVS 28                         | PHO 7                          | ATL 24                         | COA 15                         | RCH 12                         | BRD 5                          | MAR 5                          | TAL 4                          | DOV 30                         | KAN 32                         | DAR 17                         | CLT 20                         | GTW 34                         | SON 29                         | NSH 31                         | CSC 20                         | ATL 22                         | NHA 10                         | POC 29                         | RCH 11                         | MCH 31                         | IRC 6                          | GLN 35                         | DAY 30*                        | DAR 15                         | KAN 19                         | BRI 27                         | TEX 10                         | TAL 13                         | ROV 28                         | LVS 33                         | HOM 17                         | MAR 5                          | PHO 24                         | 30e                            | 534                            |
| 2024                           | Stewart-Haas Racing            | 14                             | Ford                           | DAY                            | ATL                            | LVS                            | PHO                            | BRI                            | COA                            | RCH                            | MAR                            | TEX                            | TAL                            | DOV                            | KAN                            | DAR                            | CLT                            | GTW                            | SON                            | IOW                            | NHA                            | NSH                            | CSC                            | POC                            | IND                            | RCH                            | MCH                            | DAY                            | DAR                            | ATL                            | GLN                            | BRI                            | KAN                            | TAL                            | ROV                            | LVS                            | HOM                            | MAR                            | PHO                            | -                              | -                              |
| Résultats au Daytona 500 | Résultats au Daytona 500 | Résultats au Daytona 500 | Résultats au Daytona 500 | Résultats au Daytona 500 |
| ------------------------ | ------------------------ | ------------------------ | ------------------------ | ------------------------ |
| Année                    | L'équipe                 | Fabricant                | Position au              | Position au              |
| Année                    | L'équipe                 | Fabricant                | Départ                   | Arrivée                  |
| 2021                     | Stewart-Haas Racing      | Ford                     | 30                       | 19                       |
| 2022                     | Stewart-Haas Racing      | Ford                     | 9                        | 3                        |
| 2023                     | Stewart-Haas Racing      | Ford                     | 30                       | 35                       |
| 2024                     | Stewart-Haas Racing      | Ford                     |                          |                          |

### NASCAR Xfinity Series
Au 30 novembre 2023, il a participé à 86 courses sur 4 saisons :
- Voiture en 2022 : no 8
- Écurie : SS-Green Light Racing
- Classement 2021 : 83e
- Meilleur classement en fin de saison : 4e en 2020
- 1re course : Rinnai 250 de 2018 (à Atlanta)
- Dernière course : Wawa 250 de 2021 (à Daytona)
- 1re victoire : Drive for the Cure 200 de 2018 (sur le roval de Charlotte)
- Dernière victoire : Kansas Lottery 300 de 2020 (au Kansas)
- Victoire(s) : 11
- Top5 : 31
- Top10 : 54
- Pole position : 2

| Légende  | Légende |
| -------- | --- |
| Gras     | Pole position décernée en fonction du temps réalisé en qualification.                                                                     |
| Italique | Pole position décernée en fonction des points au classement ou des temps aux essais.                                                      |
| *        | Plus grand nombre de tours menés. |
| 01       | Aucun point de championnat car inéligible pour le titre lors de cette saison (le pilote concourt pour le titre dans une autre catégorie). |
| DNQ      | Ne s'est pas qualifié. |
| Résultats en NASCAR Xfinity Series | Résultats en NASCAR Xfinity Series           | Résultats en NASCAR Xfinity Series | Résultats en NASCAR Xfinity Series | Résultats en NASCAR Xfinity Series | Résultats en NASCAR Xfinity Series | Résultats en NASCAR Xfinity Series | Résultats en NASCAR Xfinity Series | Résultats en NASCAR Xfinity Series | Résultats en NASCAR Xfinity Series | Résultats en NASCAR Xfinity Series | Résultats en NASCAR Xfinity Series | Résultats en NASCAR Xfinity Series | Résultats en NASCAR Xfinity Series | Résultats en NASCAR Xfinity Series | Résultats en NASCAR Xfinity Series | Résultats en NASCAR Xfinity Series | Résultats en NASCAR Xfinity Series | Résultats en NASCAR Xfinity Series | Résultats en NASCAR Xfinity Series | Résultats en NASCAR Xfinity Series | Résultats en NASCAR Xfinity Series | Résultats en NASCAR Xfinity Series | Résultats en NASCAR Xfinity Series | Résultats en NASCAR Xfinity Series | Résultats en NASCAR Xfinity Series | Résultats en NASCAR Xfinity Series | Résultats en NASCAR Xfinity Series | Résultats en NASCAR Xfinity Series | Résultats en NASCAR Xfinity Series | Résultats en NASCAR Xfinity Series | Résultats en NASCAR Xfinity Series | Résultats en NASCAR Xfinity Series | Résultats en NASCAR Xfinity Series | Résultats en NASCAR Xfinity Series | Résultats en NASCAR Xfinity Series | Résultats en NASCAR Xfinity Series | Résultats en NASCAR Xfinity Series | Résultats en NASCAR Xfinity Series |
| ---------------------------------- | -------------------------------------------- | ---------------------------------- | ---------------------------------- | ---------------------------------- | ---------------------------------- | ---------------------------------- | ---------------------------------- | ---------------------------------- | ---------------------------------- | ---------------------------------- | ---------------------------------- | ---------------------------------- | ---------------------------------- | ---------------------------------- | ---------------------------------- | ---------------------------------- | ---------------------------------- | ---------------------------------- | ---------------------------------- | ---------------------------------- | ---------------------------------- | ---------------------------------- | ---------------------------------- | ---------------------------------- | ---------------------------------- | ---------------------------------- | ---------------------------------- | ---------------------------------- | ---------------------------------- | ---------------------------------- | ---------------------------------- | ---------------------------------- | ---------------------------------- | ---------------------------------- | ---------------------------------- | ---------------------------------- | ---------------------------------- | ---------------------------------- |
| Année                              | Équipe                                       | No.                                | Constructeur                       | 1                                  | 2                                  | 3                                  | 4                                  | 5                                  | 6                                  | 7                                  | 8                                  | 9                                  | 10                                 | 11                                 | 12                                 | 13                                 | 14                                 | 15                                 | 16                                 | 17                                 | 18                                 | 19                                 | 20                                 | 21                                 | 22                                 | 23                                 | 24                                 | 25                                 | 26                                 | 27                                 | 28                                 | 29                                 | 30                                 | 31                                 | 32                                 | 33                                 | Clas.                              | Pts                                |
| 2018[5]                            | Roush Fenway Racing                          | 60                                 | Ford                               | DAY                                | ATL 15                             | LVS                                | PHO                                | CAL                                | TEX 11                             |                                    | RCH 26                             |                                    |                                    |                                    | POC 38                             | MCH                                | IOW                                | CHI 9                              | DAY                                | KEN                                | NHA                                | IOW 10                             | GLN                                | MOH 14                             | BRI 34                             | ROA                                | DAR                                | IND 9                              | LVS 31                             | RCH                                |                                    | DOV 19                             |                                    |                                    |                                    | HOM 13                             | 24e                                | 234                                |
| 2018[5]                            | Stewart-Haas Racing avec Biagi-DenBeste (en) | 98                                 | Ford                               |                                    |                                    |                                    |                                    |                                    |                                    | BRI 23                             |                                    | TAL 16                             | DOV                                | CLT 11                             |                                    |                                    |                                    |                                    |                                    |                                    |                                    |                                    |                                    |                                    |                                    |                                    |                                    |                                    |                                    |                                    | ROV 1*                             |                                    | KAN 30                             | TEX                                | PHO                                |                                    | 24e                                | 234                                |
| 2019[6]                            | Stewart-Haas Racing avec Biagi-DenBeste (en) | 98                                 | Ford                               | DAY 12                             | ATL 15                             | LVS 8                              | PHO 6                              | CAL 5                              | TEX 4                              | BRI 4                              | RCH 8                              | TAL 4                              | DOV 5                              | CLT 19                             | POC 3                              | MCH 7                              | IOW 7                              | CHI 15                             | DAY 35                             | KEN 5                              | NHA 6                              | IOW 1                              | GLN 6                              | MOH 7                              | BRI 2                              | ROA 7                              | DAR 6                              | IND 8                              | LVS 11                             | RCH 5                              | ROV 9*                             | DOV 5*                             | KAN 3                              | TEX 22                             | PHO 8                              | HOM 3                              | 5e                                 | 2302                               |
| 2020[7]                            | Stewart-Haas Racing avec Biagi-DenBeste (en) | 98                                 | Ford                               | DAY 5                              | LVS 1*                             | CAL 19                             | PHO 6                              | DAR 1                              | CLT 20                             | BRI 2                              | ATL 9                              | HOM 7                              | HOM 1                              | TAL 18                             | POC 1                              | IRC 1*                             | KEN 4                              | KEN 2                              | TEX 2                              | KAN 14                             | ROA 3                              | DRC 29*                            | DOV 10                             | DOV 1*                             | DAY 3                              | DAR 11*                            | RCH 11                             | RCH 16                             | BRI 1                              | LVS 1*                             | TAL 19*                            | ROV 18*                            | KAN 1*                             | TEX 24                             | MAR 7                              | PHO 9                              | 4e                                 | 4028                               |
| 2021[8]                            | B. J. McLeod Motorsports (en)                | 99                                 | Ford                               | DAY                                | DRC                                | HOM                                | LVS                                | PHO                                | ATL                                | MAR                                | TAL                                | DAR                                | DOV                                | COA                                | CLT 6                              | MOH                                | TEX                                | NSH                                | POC                                | ROA                                | ATL                                | NHA                                | GLN                                | IRC                                | MCH                                | DAY 19                             | DAR                                | RCH                                | BRI                                | LVS                                | TAL                                | ROV                                | TEX                                | KAN                                | MAR                                | PHO                                | 83e                                | 01                                 |
| 2022[9]                            | SS-Green Light Racing (en)                   | 07                                 | Ford                               | DAY                                | CAL                                | LVS                                | PHO                                | ATL                                | COA                                | RCH                                | MAR                                | TAL                                | DOV                                | DAR                                | TEX                                | CLT                                | PIR                                | NSH                                | ROA                                | ATL                                | NHA                                | POC                                | IRC 5                              | MCH                                | GLN                                | DAY                                | DAR                                | KAN                                | BRI                                | TEX                                | TAL                                | ROV                                | LVS                                | HOM                                | MAR                                | PHO                                | 84e                                | 01                                 |

### NASCAR Truck Series
Au 30 novembre 2023, il a participé à 29 courses sur 5 saisons :
- Voiture en 2022 : -
- Écurie : -
- Dernière saison : 98e en 2021
- Meilleur classement en fin de saison : 6e en 2017
- 1re course : NextEra Energy Resources 250 en 2017 (à Daytona)
- Dernière course : Corn Belt 150 en 2021 (à Knoxville)
- 1re victoire : Ford EcoBoost 200 en 2017 (à Homestead)
- Dernière victoire : Eldora Dirt Derby en 2018 (à Eldora)
- Victoire(s) : 2
- Top5 : 12
- Top10 : 18
- Pole position : 5

| Légende  | Légende |
| -------- | --- |
| Gras     | Pole position décernée en fon ction du temps réalisé en qualification.                                                                    |
| Italique | Pole position décernée av fonciton des points au classement ou des temps aux essais.                                                      |
| *        | Plus grand nombre de tours menés. |
| 01       | Aucun point de championnat car inéligible pour le titre lors de cette saison (le pilote concourt pour le titre dans une autre catégorie). |
| DNQ      | Ne s'est pas qualifié. |
| Résultats en NASCAR Camping World Truck Series | Résultats en NASCAR Camping World Truck Series | Résultats en NASCAR Camping World Truck Series | Résultats en NASCAR Camping World Truck Series | Résultats en NASCAR Camping World Truck Series | Résultats en NASCAR Camping World Truck Series | Résultats en NASCAR Camping World Truck Series | Résultats en NASCAR Camping World Truck Series | Résultats en NASCAR Camping World Truck Series | Résultats en NASCAR Camping World Truck Series | Résultats en NASCAR Camping World Truck Series | Résultats en NASCAR Camping World Truck Series | Résultats en NASCAR Camping World Truck Series | Résultats en NASCAR Camping World Truck Series | Résultats en NASCAR Camping World Truck Series | Résultats en NASCAR Camping World Truck Series | Résultats en NASCAR Camping World Truck Series | Résultats en NASCAR Camping World Truck Series | Résultats en NASCAR Camping World Truck Series | Résultats en NASCAR Camping World Truck Series | Résultats en NASCAR Camping World Truck Series | Résultats en NASCAR Camping World Truck Series | Résultats en NASCAR Camping World Truck Series | Résultats en NASCAR Camping World Truck Series | Résultats en NASCAR Camping World Truck Series | Résultats en NASCAR Camping World Truck Series | Résultats en NASCAR Camping World Truck Series | Résultats en NASCAR Camping World Truck Series | Résultats en NASCAR Camping World Truck Series |
| ---------------------------------------------- | ---------------------------------------------- | ---------------------------------------------- | ---------------------------------------------- | ---------------------------------------------- | ---------------------------------------------- | ---------------------------------------------- | ---------------------------------------------- | ---------------------------------------------- | ---------------------------------------------- | ---------------------------------------------- | ---------------------------------------------- | ---------------------------------------------- | ---------------------------------------------- | ---------------------------------------------- | ---------------------------------------------- | ---------------------------------------------- | ---------------------------------------------- | ---------------------------------------------- | ---------------------------------------------- | ---------------------------------------------- | ---------------------------------------------- | ---------------------------------------------- | ---------------------------------------------- | ---------------------------------------------- | ---------------------------------------------- | ---------------------------------------------- | ---------------------------------------------- | ---------------------------------------------- |
| Année                                          | Équipe                                         | No.                                            | Constructeur                                   | 1                                              | 2                                              | 3                                              | 4                                              | 5                                              | 6                                              | 7                                              | 8                                              | 9                                              | 10                                             | 11                                             | 12                                             | 13                                             | 14                                             | 15                                             | 16                                             | 17                                             | 18                                             | 19                                             | 20                                             | 21                                             | 22                                             | 23                                             | Clas.                                          | Pts                                            |
| 2017[10]                                       | Brad Keselowski Racing (en)                    | 29                                             | Ford                                           | DAY 3                                          | ATL 25                                         | MAR 11                                         | KAN 5                                          | CLT 11                                         | DOV 12                                         | TEX 2                                          | GTW 2*                                         | IOW 7                                          | KEN 11                                         | ELD 3                                          | POC 9                                          | MCH 9                                          | BRI 12                                         | MSP 7                                          | CHI 2                                          | NHA 11                                         | LVS 3                                          | TAL 22                                         | MAR 19                                         | TEX 4                                          | PHO 4                                          | HOM 1*                                         | 6e                                             | 2248                                           |
| 2018[11]                                       | ThorSport Racing (en)                          | 27                                             | Ford                                           | DAY                                            | ATL                                            | LVS                                            | MAR                                            | DOV                                            | KAN                                            | CLT                                            | TEX                                            | IOW                                            | GTW                                            | CHI                                            | KEN                                            | ELD 1*                                         | POC                                            | MCH                                            | BRI                                            | MSP                                            | LVS                                            | TAL                                            | MAR                                            | TEX                                            | PHO                                            | HOM                                            | 91e                                            | 01                                             |
| 2019[12]                                       | ThorSport Racing (en)                          | 27                                             | Ford                                           | DAY                                            | ATL                                            | LVS                                            | MAR                                            | TEX                                            | DOV                                            | KAN                                            | CLT                                            | TEX                                            | IOW                                            | GTW                                            | CHI                                            | KEN                                            | POC                                            | ELD 7*                                         | MCH                                            | BRI                                            | MSP                                            | LVS                                            | TAL                                            | MAR                                            | PHO                                            | HOM                                            | 100e                                           | 01                                             |
| 2021[13]                                       | Roper Racing (en)                              | 04                                             | Ford                                           | DAY                                            | DRC                                            | LVS                                            | ATL                                            | BRD 5                                          | RCH                                            | KAN 19                                         | DAR                                            | COA                                            | CLT                                            | TEX                                            | NSH                                            | POC                                            | KNX 36                                         | GLN                                            | GTW                                            | DAR                                            | BRI                                            | LVS                                            | TAL                                            | MAR                                            | PHO                                            |                                                | 98e                                            | 01                                             |
| 2023                                           | AM Racing                                      | 22                                             | Ford                                           | DAY                                            | LVS                                            | ATL                                            | COA                                            | TEX                                            | BRD 7                                          | MAR                                            | KAN                                            | DAR                                            | NWS                                            | CHA                                            | GTW                                            | NSH                                            | MOH                                            | POC                                            | RCH                                            | IRP                                            | MLW                                            | KAN                                            | BRI                                            | TAL                                            | HOM                                            | PHO                                            | e.e.                                           | 01*                                            |

### ARCA Menards Series
Au 30 novembre 2023, il a participé à 23 courses sur 4 saisons.
- Voiture : no 29 en 2021
- Écurie : Huffy/Parker Boats (Chad Bryant)
- Meilleur classement en fin de saison : 1er en 2016.
- Victoire(s) : 6
- Top5 : 15
- Top10 : 20
- Pole position : 6

| Légende  | Légende |
| -------- | --- |
| Gras     | Pole position décernée en fon ction du temps réalisé en qualification.                                                                    |
| Italique | Pole position décernée av fonciton des points au classement ou des temps aux essais.                                                      |
| *        | Plus grand nombre de tours menés. |
| 01       | Aucun point de championnat car inéligible pour le titre lors de cette saison (le pilote concourt pour le titre dans une autre catégorie). |
| DNQ      | Ne s'est pas qualifié. |
| Résultats en ARCA Menards Series | Résultats en ARCA Menards Series | Résultats en ARCA Menards Series | Résultats en ARCA Menards Series | Résultats en ARCA Menards Series | Résultats en ARCA Menards Series | Résultats en ARCA Menards Series | Résultats en ARCA Menards Series | Résultats en ARCA Menards Series | Résultats en ARCA Menards Series | Résultats en ARCA Menards Series | Résultats en ARCA Menards Series | Résultats en ARCA Menards Series | Résultats en ARCA Menards Series | Résultats en ARCA Menards Series | Résultats en ARCA Menards Series | Résultats en ARCA Menards Series | Résultats en ARCA Menards Series | Résultats en ARCA Menards Series | Résultats en ARCA Menards Series | Résultats en ARCA Menards Series | Résultats en ARCA Menards Series | Résultats en ARCA Menards Series | Résultats en ARCA Menards Series | Résultats en ARCA Menards Series | Résultats en ARCA Menards Series |
| -------------------------------- | -------------------------------- | -------------------------------- | -------------------------------- | -------------------------------- | -------------------------------- | -------------------------------- | -------------------------------- | -------------------------------- | -------------------------------- | -------------------------------- | -------------------------------- | -------------------------------- | -------------------------------- | -------------------------------- | -------------------------------- | -------------------------------- | -------------------------------- | -------------------------------- | -------------------------------- | -------------------------------- | -------------------------------- | -------------------------------- | -------------------------------- | -------------------------------- | -------------------------------- |
| Année                            | Équipe                           | No.                              | Constructeur                     | 1                                | 2                                | 3                                | 4                                | 5                                | 6                                | 7                                | 8                                | 9                                | 10                               | 11                               | 12                               | 13                               | 14                               | 15                               | 16                               | 17                               | 18                               | 19                               | 20                               | Clas.                            | Pts                              |
| 2015[14]                         | Cunningham Motorsports (en)      | 72                               | Dodge                            | DAY                              | MOB                              | NSH                              | SLM                              | TAL                              | TOL                              | NJE                              | POC                              | MCH                              | CHI                              | WIN                              | IOW                              | IRP 10                           | POC                              | BLN                              | ISF                              | DSF                              | SLM 5                            | KEN                              | KAN                              | 64e                              | 385                              |
| 2016[15]                         | Cunningham Motorsports (en)      | 77                               | Dodge                            | DAY 4                            |                                  |                                  | TAL 3                            |                                  | NJE 4                            |                                  |                                  |                                  |                                  |                                  |                                  |                                  |                                  |                                  |                                  |                                  |                                  |                                  |                                  | 1er                              | 4795                             |
| 2016[15]                         | Cunningham Motorsports (en)      | 77                               | Ford                             | NSH 9                            | SLM 16                           |                                  | TOL 4*                           |                                  | POC 10                           | MCH 2                            | MAD 6                            | WIN 1*                           | IOW 1*                           | IRP 1*                           | POC 1*                           | BLN 2                            | ISF 5*                           | DSF 4                            | SLM 6*                           | CHI 1                            | KEN 22                           | KAN 1*                           |                                  | 1er                              | 4795                             |
| 2021[16]                         | Stewart-Haas Racing              | 14                               | Ford                             | DAY                              | PHO                              | TAL                              | KAN                              | TOL                              | CLT                              | MOH                              | POC                              | ELK                              | BLN                              | IOW                              | WIN                              | GLN 23                           | MCH                              | ISF                              | MLW                              | DSF                              | BRI                              | SLM                              | KAN                              | 109e                             | 22                               |

### Titre
- Champion ARCA Racing Series en 2016.

### Récompenses
- 2016 : Bill France Four Crown

- 2017 : NASCAR Camping World Truck Series 
  - Meilleur pilote débutant de l'année (rookie of the year)
  - Pilote le plus populaire (Most Popular Driver).

- 2019 : NASCAR Xfinity Series 
  - Meilleur pilote débutant (rookie) de l'année.

- 2021 : NASCAR Cup Series 
  - Meilleur pilote débutant (rookie) de l'année.